# 자스카 워싱톤
자스카 워싱톤(Jascha Washington, 1989년 6월 21일 ~ )은 미국의 가수 배우, 작곡가, 성우, 무용가이다.
킹스군에서 태어났다.

## 영화
- 프레너미스 (2012년)
- 더 파이널 (2010년)
- 라이크 마이크 2 (2006년) - 제롬 역
- 라스트 홀리데이 (2006년) - 데리우스 역
- 빅 마마 하우스 2 - 근무 중 이상무 (2006년)
- 앤트원 피셔 (2002년)
- 스노우 독스 (2002년)
- 비지트 (2000, The Visit)
- 빅 마마 하우스 (2000년)
- 에너미 오브 스테이트 (1998년)